# Gruissan
Gruissan település Franciaországban, Aude megyében. Lakosainak száma 5068 fő (2022. január 1.). Gruissan Narbonne és Port-la-Nouvelle községekkel határos.

## Népesség
A település népességének változása:
| Lakosok száma | 1258 | 1594 | 2170 | 4268 | 4750 | 4996 | 5000 | 5087 | 5131 | 5068 |
|               | 1968 | 1982 | 1990 | 2006 | 2013 | 2015 | 2017 | 2019 | 2020 | 2022 |